# Vrh (politika)
Politični vrh je mednarodno srečanje voditeljev držav ali voditeljev vlad, običajno s precejšnjo medijsko izpostavljenostjo, strogimi varnostnimi ukrepi in vnaprej določenim dnevnim redom. Pomembna tovrstna srečanja vključujejo srečanja Franklina D. Roosevelta, Winstona Churchilla in Josifa Stalina med drugo svetovno vojno. Izraz 'politični vrh' pa za tovrstna srečanja ni bil v uporabi vse do vrha v Ženevi leta 1955. Mediji so za politični vrh obravnavali tudi sestajanje ameriških in sovjetskih oz. kitajskih predsednikov. V obdobju po koncu hladne vojne je število političnih vrhov večje. Dandanes so mednarodni politični vrhovi najpogostejši v kontekstu globalne politike.